# 平野宗浄
平野 宗浄（ひらの そうじょう、1928年〈昭和3年〉7月2日 - 2002年〈平成14年〉7月6日）は、臨済宗の僧、仏教学・仏教文学研究者。道号は華翁、法諱は宗浄。室号は素雲軒。

## 人物
大阪府堺市少林寺町生まれ。17歳で京都真珠庵山田宗憲について得度。花園大学仏教学部卒。1955年（昭和30年）4月、神戸祥福僧堂に掛搭、山田無文老師に参じる。その後、松島瑞巌僧堂にて修行、加藤隆芳老師に嗣法。大津市祥瑞寺住職、禅文化研究所研究員・花園大学文学部教授、1999年同名誉教授。1988年瑞巌僧堂師家に就任。2000年禅文化研究所所長。一休、大燈国師について研究した。

## 著書
- 『大灯禅の探求　昭和仏教全集』 教育新潮社 1974
- 『狂雲集全釈　上』春秋社 1976
  - 『一休和尚全集 第1巻 狂雲集 上』訳注 春秋社 1997
- 『日本の禅語録 第6巻 大燈』講談社 1978
  - 『禅の古典 3 大燈国師語録』講談社 1983。選書・抜粋版
  - 『大灯 語録・頌古 禅入門』講談社 1994
- 『一休宗純』名著普及会 1981
- 『近世禅僧伝 3 雲居和尚年譜』思文閣出版 1983
- 『雪江禅師語録』思文閣出版 1984
- 『大灯を語る』日本放送出版協会 NHKこころをよむ 1992。放送テキスト
- 『一休と禅』春秋社 1998

### 訳・注釈
- 『禅の語録 6 頓悟要門』筑摩書房 1970
- 義玄『定本臨済禅師語録著』無著道忠校訂 平野編 春秋社 1971
- 『龍宝山大徳禅寺世譜 増補』校訂 思文閣出版 1979
- 『雲居和尚墨跡集』編 瑞巌寺 1985
- 『日本仏教宗史論集 第7巻 栄西禅師と臨済宗』加藤正俊共編 吉川弘文館 1985
- 『大灯国師語録 訓注』思文閣出版 1986
- 『大灯国師語録 原本影印』思文閣出版 1986
- 『一休和尚全集 第3巻 自戒集・一休年譜』訳注 春秋社 2003

## 論文
- <平野宗浄